# Saint-Martin-la-Pallu
Saint-Martin-la-Pallu é uma comuna francesa na região administrativa da Nova Aquitânia, no departamento de Vienne. Estende-se por uma área de 93.87 km². Em 2010 a comuna tinha 5 650 habitantes (densidade: 60,2 hab./km²).
Foi criada em 1 de janeiro de 2017, a partir da fusão das antigas comunas de Vendeuvre-du-Poitou (sede da comuna), Blaslay, Charrais e Cheneché. Em 1 de janeiro de 2019, a antiga comuna de Varennes foi também incorporada.